# بیت‌الشباب
بیت‌الشباب (به ترکی استانبولی: Beytüşşebap، به کردی: Elkî‎) یک منطقهٔ مسکونی در ترکیه است که در استان شرناق واقع شده‌است.